# پرستگ
پِرِستِگ (به مجاری:  Pereszteg) یک شهرداری در مجارستان است که در ناحیه شوپرون واقع شده‌است. پرستگ ۲۲٫۵۷ کیلومتر مربع مساحت و ۱٬۳۸۱ نفر جمعیت دارد.